# María Juana Ontañón
María Juana Ontañón Sánchez-Arbós, née à San Cristóbal de La Laguna en 1920 et morte dans cette même ville en 2002, est une architecte espagnole.

## Biographie
Son père Manuel Ontañón est originaire de Burgos. Sa mère originaire d'Huesca, María Sánchez est nommée enseignante à Laguna de 1920 à 1925 où elle donne naissance à María Juana le 4 décembre 1920. La famille s'installe à Madrid en 1930.
María Juana est élève à l'Institution libre d'enseignement de Madrid, où exerce sa mère. Elle commence ses études universitaires juste avant la guerre d'Espagne.
Pionnière en architecture, elle est diplômée en 1949 malgré la dictature franquiste, devenant à l'époque la quatrième femme architecte espagnole, après Matilde Ucelay, Cristina Gonzalo Pintor et Rita Fernández-Queimadelos.
Elle participe au plan général d'urbanisme de la ville de Madrid.

## Postérité
- Une rue de Cordoue, en Andalousie, porte son nom[1].
- En novembre 2024, la ville de Madrid donne son nom à une place située dans le quartier de Chamberí[6].